# ویچر (بازی ویدئویی)
ویچر (به لهستانی: Wiedźmin) یک بازی ویدئویی به سبک نقش‌آفرینی اکشن است که توسط استودیوی لهستانی سی‌دی پراجکت رد بر پایه مجموعه داستان کوتاه و رمان «ویچر» به قلم آندژی ساپکوفسکی ساخته شده‌است و به‌وسیلهٔ آتاری در اکتبر ۲۰۰۷ برای مایکروسافت ویندوز منتشر شده‌است. داستان بازی در جهان فانتزی قرون وسطی روایت می‌شود و حول محور شخصیت گرالت از ریویا، یکی از معدود شکارچیان هیولا می‌گردد که دارای قدرت‌های فراطبیعی به نام ویچر می‌باشد.
دو دنباله تحت عناوین ویچر ۲: قاتلین پادشاهان (۲۰۱۱) و ویچر ۳: شکار وحشیانه (۲۰۱۵) عرضه شده‌اند.

## داستان

### قسمت اول
داستان بازی با ورود گرالت به Vizima آغاز می‌شود. پس از مدت کوتاهی او در یک درگیری با سه مرد هر سهٔ آن‌ها را می‌کشد. گرالت پس از آن توسط مأمورین دستگیر شده و نزد رئیس شهر Vizima یعنی Velerad برده می‌شود. هنگامی که گرالت می‌خواهد از خودش دفاع کند، ناگهان متوجه یک اعلامیه در تقاطع Vizima که در آن نیاز به یک شکارچی با تجربهٔ هیولا قید شده بود، می‌شود. در این زمان Velerad از "Striga" و منشأ او برای گرالت می‌گوید. در اوایل سلطنت شاه Foltest، او خواهر خود را باردار نموده اما خواهر Foltest و نوزادش هر دو در هنگام تولد می‌میرند و هر دو در یک تابوت به خاک سپرده می‌شوند.
هفت سال بعد دختر از تابوت بیرون آمد و شروع به قتل‌عام ساکنان قصر پادشاهی کرد. بله، او تبدیل به Striga شده بود. گرالت با Foltest دیدار می‌کند و Foltest به او هشدار می‌دهد که به Striga آسیبی نرساند. جادوگری به او گفته بود که اگر کسی تا قبل از سومین آواز خروس‌ها در اول صبح مانع از ورود Striga به درون تابوت شود، او درمان و تبدیل به یک دختر کوچک عادی خواهد شد. گرالت درخواست می‌کند تا با Miller یکی از بازماندگان حملات اخیر Striga دیدار کند. آن سربازی که او را نزد گرالت آورد Foltest بود (البته با لباس مبدل). او به گرالت گفت که اگر دخترش درمان‌ناپذیر بود او را بکشد. گرالت شب را در قصر قدیمی گذراند. (Foltest به یک از قصرهای دیگر که از حملات Striga در امان بود نقل مکان کرد).
در اوایل شب، Lord Ostrit؛ یک نجیب‌زاده سعی داشت تا با دادن رشوه به گرالت او را از کشتن Striga منصرف کند، زیرا این باعث وحشت بیشتر مردم و در نتیجه باقی‌ماندن Novigradها بر سر حکومت بود. گرالت از قبول این پیشنهاد خودداری کرد. او سپس لرد را بیهوش کرده و دست و پای او را بست. درنیمهٔ شب او از لرد به‌عنوان طعمه استفاده کرد. به زودی لرد پیدا و توسط Striga کشته می‌شد. گرالت پس از آمدن Striga با او درگیر می‌شود ولی از شمشیر نقره‌ای خود استفاده نمی‌کند. او Striga را با استفاده از یک زنجیر نقره‌ای به بند می‌کشد. با وجود اینکه نقره با هیولاهای جادویی در تضاد است، Striga موفق می‌شود خود را آزاد کند. در نهایت هیولا از این می‌ترسد که گرالت با استفاده از قدرت جادویی‌اش بتواند نفرین را در ذهن و روح او جاودانه کند و در آخر تسلیم می‌شود. گرالت روی تابوت دونفره نشست و منتظر صبح شد. در هنگام صبح او یک دختر معمولی کوچک را دید که روی زمین دراز کشیده‌است. گرالت به‌شدت محو دیدن او می‌شود و ناگهان می‌بیند که او چشمان خود را باز کرد. تا گرالت خواست به خود بجنبد، دیگر دیر شده بود و Striga با آخرین چنگال‌های باقی‌مانده‌اش گلوی گرالت را برید. در حالی که او نیمی دختر و نیمی Striga بود. گرالت در آن زمان سومین آواز خروس صبحگاهی را شنید. در نهایت او در آن لحظات سخت موفق شد تا گلوی خود را ببندد زیرا می‌دانست که این می‌تواند پس از این‌که او از هوش رفت او را بکشد.
زمانی که ویچر از خواب بیدار شد، گردن او پانسمان شده بود و Velerad بالای سر او ایستاده بود. (کسی که بخشی از گروهی بود که می‌خواستند تنها Striga کشته شود) سپس او به اشتباه خود اعتراف می‌کند و به گرالت اطمینان می‌دهد که شمشیر نقره‌ای، ۳۰۰۰ سکهٔ طلا و اموال او امن هستند. گرالت ساکت می‌افتد و به خواب فرومی‌رود…

### قسمت دوم
چند سالی از ماجرای Striga گذشته‌است. گرالت چشمان خود را باز می‌کند و خود را در قلعهٔ Kaer Morhen می‌یابد. او توسط سایر ویچرها در یک مزرعه پیدا و به این قلعه آورده شده بود. گرالت تقریباً هیچ‌چیز از گذشتهٔ خود به یاد نمی‌آورد. او توسط گروهی از ویچرها به Kaer Morhen آورده شده بود؛ جایی که او با یک جادوگر به نام Triss Merigold آشنا می‌شود. قلعه توسط گروهی از راهزنان به نام Salamandra مورد حمله قرار می‌گیرد. سردستهٔ آنان شخصی است که به Professor شهرت دارد؛ جادوگری که نام اصلی او Savolla است. کسی که کنترل گروه بزرگی از موجودات هیولامانند و جادوگری دیگر به نام Azar Javed را بر عهده دارد. ویچرها و جادوگران موفق به کشتن هیولا می‌شوند اما پروفسور وAzar با تغییر شکل و تبدیل‌شدن به شکل ویچر موفق به فرار می‌شوند.
گرالت پس از آن به سمت گورستان خرابه‌ای در Vizima راهی می‌شود. تریس که در پی آن حوادث زخمی شده، نیاز به درمان دارد. گرالت پس از درمان تریس در حالی که با Javed هم مبارزه می‌کرد، به همراه سایر ویچرها در مکان‌های مختلف برای پیداکردن اطلاعاتی از Salamandra پخش شدند. گرالت به جنوب Vizima، محل سلطنت شاه Foltest می‌رود. او به حومهٔ شهر رفت؛ جایی که یک پسربچه به‌نام Alvin و یک دوست قدیمی به‌نام Shani حضور داشتند. کسانی که هم‌اکنون گرالت آن‌ها را به‌خاطر نمی‌آورد. او فهمید که Vizima در یک قرنطینه است و متوجه شد که نزاعی بزرگ بین شوالیه‌های Order of the Flaming Rose وSquirrels؛ گروهی از مبارزان چریکی از نژاد اِلف‌ها، دوارف‌ها و سایر غیرانسان‌ها درگرفته است.
گرالت متوجه شد که با اقداماتی مانند نجات یا محکوم‌کردن یک ویچر، کشف یک توطئه بین Salamandra و مقامات، کشتن افراد شهر یا کشتن یک سگ غول‌پیکر روح‌مانند، او می‌تواند تنها با بازداشت‌شدن وارد Vizima شود. گرالت در یک زندان؛ جایی که او برای کشتن نوعی مار افسانه‌ای در فاضلاب در ازای آزادی‌اش داوطلب شده بود، بیدار شد.
در فاضلاب او یکی از شوالیه‌های Order به‌نام Siegfried را ملاقات کرد؛ کسی که نه‌تنها می‌توانست در کشتن هیولا به او کمک کند، بلکه می‌توانست او را نزد جاسوس ویژهٔ Salamandra برده که می‌توانست در شکست‌دادن Salamandra به او کمک کند.
گرالت بخش دوم تعقیب گروه Salamandra را آغاز کرد. او به بررسی یک قتل از این گروه پرداخت که به او فهماند که گروه Salamandra را یک جادوگر رهبری می‌کند و اگر او بتواند سرنخ‌های درست را در کنار هم قرار دهد می‌تواند جادوگر Javed را که در واقع همان جاسوسی است که با او همکاری می‌کرد را بکشد. در واقع Javed از گرالت برای رسیدن به برج و محل اختفای کتاب استفاده کرده بود.
گرالت به بالای برج می‌رود و کتاب قدرتمند را پیدا می‌کند. اگر او از دانش آن کتاب استفاده کند می‌تواند آن را علیه Javed به کار ببرد، اما اگر به آن بی‌اعتنایی کند یک کمین در انتظار او خواهد بود و کتاب ربوده می‌شود که این باعث ضربه‌خوردن گرالت از Javed و فرار پروفسور می‌شود. پس از آن گرالت در اتاق خانهٔ Triss در قسمت اغنیای Vizima بیدار شد. بقیهٔ این فصل صرف گشتن گرالت برای پیداکردن اطلاعاتی از مکان Salamandra و کسب اطلاعاتی در مورد قدرت‌های Alvin در Vizima می‌شود. او همچنین شروع به کشف توطئه‌ای دیگر در مورد گناهکاربودن خاندان سلطنتی می‌کند. در یکی از مهمانی‌های سران و بزرگان، گرالت با دختری به‌نام Adda (همان دختری Foltest که دچار نفرین Striga شده بود) ملاقات می‌کند و طی گفتگویی بین آن دو، Adda به گرالت پیشنهاد یک رابطهٔ جنسی را می‌دهد. گرالت در اتاق او نامه‌هایی را پیدا می‌کند که او را به Salamandra متصل می‌کند و همچنین مدال گرالت شروع به لرزیدن می‌کند که به معنای وجود جادو در اطراف است.
گرالت در نهایت مکان اختفای گروه Salamandra در Vizima را پیدا می‌کند و به کمک Siegfried و گروه Order به آن حمله می‌کند. طی مبارزهٔ گرالت با Javed، گرالت از متحدان خود جداست، اما با فشار و مبارزهٔ قدرتمند گرالت، او شکست می‌خورد اما موفق به فرار می‌شود. در نهایت گرالت آمادهٔ مبارزه با پروفسور می‌شود. پس از مدتی مبارزه در نهایت گرالت او را به سمت عنکبوت غول‌پیکری که Salamandra آن را برای اهداف شوم خود تعلیم داده بود، می‌فرستد و عنکبوت نیز پروفسور را می‌خورد.
گرالت وارد یک غار می‌شود و عنکبوت غول‌پیکر و فرزندان او را شکست می‌دهد و از آن‌جا فرار می‌کند. در خارج از غار نیروهای سلطنتی و Adda او را پیدا می‌کنند و Adda به گرالت می‌گوید که او هنوز هم به‌خاطر خیانت پنهانی‌اش قصد کشتنش را دارد. به هر حال، در نهایت،Triss، با یک تلپورت او را از این وضعیت نجات می‌دهد و به روستایی در آن سوی دریاچهٔ Vizima می‌برد. در آن‌جا گرالت و دوست قدیمی‌اش Dandelion، برای اولین‌بار با یک صلح که آن هم ناپایدار است روبه‌رو می‌شوند. آن‌ها وقت خود را صرف مراقبت از Alvin و کمک‌کردن به حل مشکل ازدواج یک خانوادهٔ فقیر و همچنین حل مشکلات بین روستا و شهر Aquatic می‌کنند. در پایان این صلح باقی نمی‌ماند و نبرد بین دو گروه Order و Squirrels روستا را تهدید می‌کند. گرالت در این حالت می‌تواند بی‌طرف باشد و مردم روستا را به سرنوشت خویش رها کند یا طرف شوالیه‌ها یا غیرانسان‌ها را بگیرد. در این حالت آلوین که بسیار ترسیده، قدرت‌هایی جادویی از خود نشان می‌دهد. او همچنین گردنبندی دارد که در برابر قدرت‌های جادویی مقاوم است. Triss به او می‌گوید که باید بتواند قدرت خود را کنترل کند.
پس از آن گرالت و Dandelion تصمیم می‌گیرند تا به Vizima بازگردند. در آن‌جا Foltest بازگشته و کنترل قلعهٔ خود را دوباره به دست گرفته اما در همان زمان، جنگ‌های داخلی شدت گرفته. Squirrels باعث حملهٔ نیروهای Order و کشته‌شدن بسیاری از غیرانسان‌ها شده‌اند. بسته به این‌که گرالت در نبرد قبلی در کدام طرف از جنگ قرار گرفته باشد، او می‌تواند هم بی‌طرف باشد و در درمان زخمی‌ها در بیمارستان به Shani کند یا به شوالیه‌ها یا الف‌ها در نبرد کمک کند. او همچنین می‌تواند به Adda در درمان نفرینی که از Striga بر او باقی مانده کمک کند یا اجازه دهد تا او بمیرد. بعد از آن شاه سرنخ‌هایی را از مکان اختفای Azar Javed فاش می‌کند. در نهایت گرالت به مکان اختفای او می‌رود و جادوگر شیطانی را به سزای اعمالش می‌رساند و می‌کشد اما در این بین متوجه می‌شود که ذهن پشت گروه و برنامه‌های Salamandra کسی جز رئیس گروه Order of the Flaming Rose نیست که قصد خیانت به پادشاه را دارد.
شوالیه‌های فراوان و جهش‌یافتهٔ گروه Order هم‌اکنون شورشی عظیم را ترتیب داده‌اند. (رئیس بزرگ گروه Order دانشی برای تولید سربازان جهش‌یافته و مافوق بشری را از قلعهٔ Kaer Morhen در حملهٔ بزرگ Salamandra به این قلعه به سرقت برده بود)
شاه بار دیگر درخواستی از گرالت می‌کند و به او می‌گوید که باید رئیس بزرگ گروه Order را بکشد. بسته به این‌که گرالت در نبرد اول چه تصمیمی گرفته باشد، او می‌تواند پادشاه را قانع کند که گروه Order تحت فرمان Siegfried هنوز هم می‌تواند وفادار باشد یا او را متقاعد کند که حق واقعی با گروه Squirrels است یا او را قانع کند که هر دو گروه دشمن هستند. در نتیجهٔ اینکه گرالت، Siegfried (رئیس گروه Order) یا Yaevinn (سردستهٔ Squirrels) یا Triss (بی‌طرف) را انتخاب کند هر کدام از آن‌ها با گرالت برای کشتن رئیس بزرگ همراه می‌شود. اگر گرالت هر دوی آن‌ها را به‌عنوان دشمن پادشاه انتخاب کند در طول مسیر با شهرهای جنگ‌زده و ویران‌شده روبه‌رو می‌شود.
گرالت به‌تنهایی وارد قلعهٔ Order می‌شود. (در صورت انتخاب یکی از دو رئیس گروه، آن‌ها زخمی می‌شوند و نمی‌توانند وارد شوند و در صورت انتخاب Triss گرالت برای محفاظت از او، او را داخل نمی‌آورد)
در داخل قلعه، رئیس بزرگ، تلاش می‌کند تا گرالت را متقاعد کند که اهداف او برای اجرای طرحی بزرگ است. او به گرالت گفت که پیشگویی شده تمام زمین به‌زودی یخ خواهد بست و تنها راه نجات بشریت فرار به سوی جنوب است. او گفت تنها برای این، دانش جهش‌زایی را به سرقت برده تا بتواند محافظان مافوق بشری برای محافظت از آن‌ها در طول سفرشان ایجاد کند.
گرالت علی‌رغم اینکه در مورد صحبت‌های رئیس بزرگ در مورد آینده شک و تردیدهایی داشت اما در نهایت او را باور نکرد و تحت تأثیر سخنان او قرار نگرفت. اما رئیس بزرگ توهمی بزرگ ایجاد کرد و گرالت را در یک سرزمین یخی قرار داد. گرالت پس از مبارزه با چندین هیولا و آشنایی با افرادی که به او در عبور از این توهم کمک کردند، در نهایت توانست از این توهم بیرون بیاید و در قلعه با رئیس بزرگ مبارزه کرد و او را کشت. هنگامی که گرالت به جسد مردهٔ او که بر روی زمین افتاده بود نگاه کرد، دید که او گردنبندی مشابه گردنبند ضد جادویی آلوین دارد.
در میان‌پردهٔ پایانی، پادشاه Foltest پاداش گرالت را پرداخت می‌کند و ویچر به راه خود ادامه می‌دهد که ناگهان یک قاتل به پادشاه حمله می‌کند. گرالت سریعاً واکنش نشان داده و با شخص مهاجم مبارزه می‌کند و او را می‌کشد. هنگامی که گرالت ماسک او را برمی‌دارد، متوجه می‌شود که او یک ویچر تعلیم‌دیده‌است. Foltest از گرالت درخواست می‌کند تا محافظ شخصی او شود و از او در برابر جادوگران و ساحرانی که قصد کشتن او را دارند محافظت کند؛ گرالت نیز قبول می‌کند.